# Visual China Group
Visual China Group (VCG), fundada en 2000, es un proveedor líder de comunicación visual y nuevos medios de comunicación en la República Popular China. VCG es una de las empresas de licencias de imágenes más grandes del mundo. El grupo cuenta con más de 600 empleados (2016), con filiales en Pekín, Shanghái, Guangzhou, Shenzhen, Hong Kong y Taiwán. La compañía fue la primera empresa en China que proporcionó y distribuyó licencias y derechos de autor para material gráfico a través de sus propias plataformas en línea y cotiza en la Bolsa de Shenzhen desde 2014.

## Desarrollo empresarial
VCG posee y gestiona la plataforma de contenido digital visual premium más grande de China. Administra 40 Millones de Imágenes editoriales. La plataforma de licencias en línea y distribución de derechos de autor creative.vcg.com distribuye 30 millones de imágenes y 1.25 millones de vídeos con más de 14 000 contribuciones y cientos de socios en todo el mundo, incluyendo imágenes, vídeos, música, multimedia y otros contenidos digitales. VCG opera las comunidades en línea de marcas más grandes y populares para diseñadores visuales y fotógrafos en China.
Desde 2005, VCG está asociada con la agencia de fotografía digital más grande del mundo, la estadounidense Getty Images, y en una década han formado un gran grupo de empresas con una facturación anual de 57 000 millones de euros. Hoy en día, suministra a más de 15 000 agencias de publicidad y empresas de medios de comunicación fotografías e ilustraciones de todo tipo.

### VCG adquiere Corbis
El 28 de enero de 2016, VCG adquirió los derechos de imagen a nivel mundial de la agencia norteamericana Corbis Images a través de Unity Glory International Ltd, una empresa de Visual China Group. Desde entonces, sin embargo, el contenido visual ha sido licenciado por Getty Images fuera de China y generalmente bajo el título de Photograph VCG via Getty Images. Con la adquisición de Corbis Images por parte de VCG y su cooperación con Getty Images, la agencia de valores con sede en Seattle ha logrado hacerse cargo de su hasta ahora más difícil competidor (Corbis) en un abrir y cerrar de ojos. Muchos fotógrafos de todo el mundo se vieron imposibilitados porque Getty no les permitió continuar su trabajo como freelance.